# Trichacis laticornis
Trichacis laticornis är en stekelart som beskrevs av Peter Neerup Buhl 2001. Trichacis laticornis ingår i släktet Trichacis och familjen gallmyggesteklar. Inga underarter finns listade i Catalogue of Life.